# 乌诺舍沃农村居民点
乌诺舍沃农村居民点（俄语：Уношевское сельское поселение）是俄罗斯联邦布良斯克州戈尔杰耶夫卡区所属的一个农村居民点。其下辖有8个居民点，行政中心为乌诺舍沃。据2015年统计，该农村居民点的人口为1070人。